# Tadzhikosuchus
Tadzhikosuchus — вимерлий рід неозухійських крокодилоподібних з пізньої крейди Таджикистану. Було названо три види: типовий вид T. macrodentis, описаний Єфімовим у 1982 році з яловачської формації нижнього сантонського віку, верхньої крейди, Кансай, Таджикистан, у Ферганському басейні Таджикистану; T. neutralis з того ж місця, Єфімовим у 1988 р.; і T. kizylkumensis з порід туронського віку верхньокрейдової формації Біссекти Джарахудука, Узбекистан, Несовим та його колегами в 1989 році. Однак огляд 2000 року Гленна Сторрса та Михайла Єфімова не зміг розрізнити види на основі їх типового матеріалу, і рекомендував згрупувати зразки всіх трьох видів під T. macrodentis. Вони також не змогли визначити, як Tadzhikosuchus і сучасний Zhyrasuchus були споріднені, або навіть чи були вони синонімами, через бідні наявні скам'янілості.